# Ludwikowo (gmina Dobre)
Ludwikowo – wieś w Polsce położona w województwie kujawsko-pomorskim, w powiecie radziejowskim, w gminie Dobre.

## Podział administracyjny
W latach 1975–1998 miejscowość należała administracyjnie do województwa włocławskiego.

## Demografia
Z danych (XII 2006 r.) wynikało, że mieszka tu 26 osób. Na przypadku tej wsi można zobaczyć tendencję niżu demograficznego. W latach 80. XX wieku mieszkało tutaj co najmniej 30 osób. Wówczas było 18 dzieci, a obecnie (XIII 2006 r.) zaledwie 6. Spadła również ogólna liczba mieszkańców do 26 osób.
Według Narodowego Spisu Powszechnego (III 2011 r.) wieś liczyła 27 mieszkańców. Jest nadal najmniejszą miejscowością gminy Dobre.